# Casa-fàbrica Ribes i Margarit
La casa-fàbrica Ribes i Margarit és un edifici situat al carrer d'en Llàstics, 5 de Barcelona, catalogat com a bé amb elements d'interès (categoria C).

## Història i descripció
El 24 de desembre del 1762, el mestre de cases Josep Ribes i Margarit, els seus cunyats, Josep i Francesc Aimar, tintorers de draps; Rosa Buxó, vídua del paraire Josep Mas, i el seu gendre Josep Sansalvador i Mas, van constituir la raó social Josep Aimar i Cia, amb un capital inicial de 12.000 lliures, distribuït a parts iguals i dedicada a la fabricació de teixits de cotó i de mescla, així com d'indianes. La fàbrica es va instal·lar en un vell casalot al carrer d'en Llàstics contigu a les cases de Ribes, que aquest havia adquirit amb aquesta finalitat a l'argenter Antoni Riera i Matas per 1.700 lliures. Per la seva banda, entre 1763 i 1765 la societat adquirí un prat d'indianes a Sant Martí de Provençals.
El 1765, Josep Aimar es va retirar del negoci i els altres socis nomenaren Ribes com administrador. El 1773, la fàbrica va plegar, i els socis vengueren els mobles, utensilis i gèneres a Joan Gallissà i Cia per poc més de 10.000 lliures, i li llogaren les instal·lacions. El 1774, Galissà va demanar permís per a obrir-hi dues reixes i una porta petita. El 1776, la societat es va dissoldre, quedant Ribes com a únic propietari del casalot i del prat, a canvi de pagar als altres socis 9.400 lliures (4.700 a Josepa Ribes i Margarit, vídua de Francesc Aimar, i al seu fill Jaume Aimar i Ribes, tintorer de draps, i les altres 4.700 a Susanna Mas i Buxó, filla i hereva de la seva mare Rosa, i al seu marit Josep Sansalvador i Mas) en diversos terminis fins al 1779.

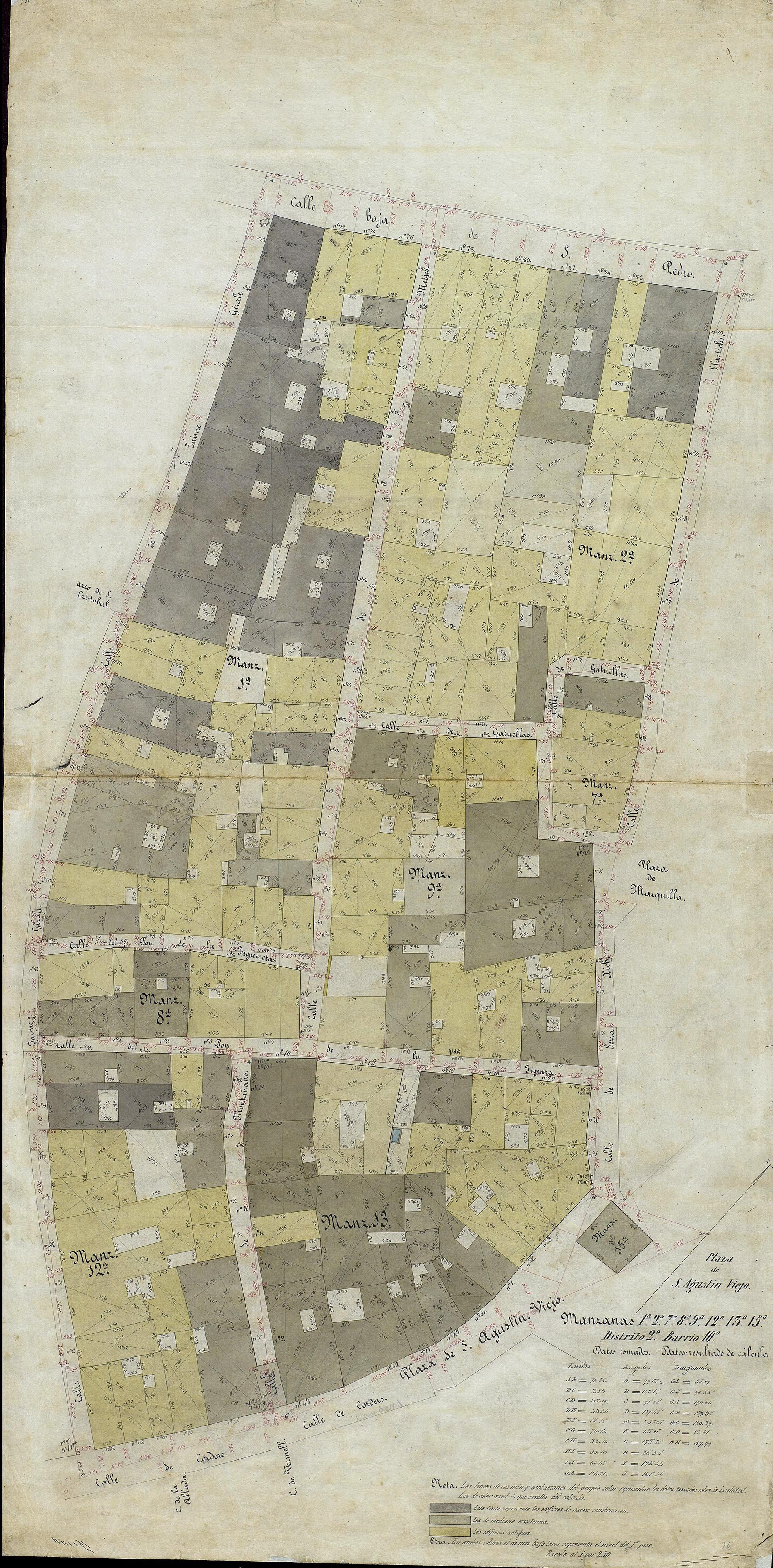
Quarteró núm. 26 de Garriga i Roca (c. 1860)

El 1795 es va constituir la raó social Marià Ribes i Cia (fàbrica d'indianes de Santa Eulàlia), el titular de la qual era Marià Ribes i Aimar, fill de Josep Ribes i Margarit. El 1802, aquest presentà un projecte per a remuntar un segon pis i unes golfes al casalot del carrer d'en Llàstics, que el 1985 fou enderrocat per a construir-hi una promoció d'habitatges, conservant-ne només la façana fins a l'alçada del primer pis. Als baixos hi ha l'antic portal de carros d'arc rebaixat, sobre el qual hi ha un medalló rococó amb un relleu de Santa Eulàlia.